# Łumpia
Łumpia (niem. Lomp) – osada w Polsce położona w województwie warmińsko-mazurskim, w powiecie olsztyńskim, w gminie Świątki.
W latach 1975–1998 miejscowość administracyjnie należała do województwa olsztyńskiego.
Wieś wzmiankowana w dokumentach z roku 1411 i 1419 pod nazwą Lumpe, jako wieś pruska na 8 włókach. W roku 1782 we wsi odnotowano 13 domów (dymów), natomiast w 1858 w trzech gospodarstwach domowych było 49 mieszkańców. W latach 1937–39 było 159 mieszkańców.